# Unterseeboot 29 (1913)
Pour les articles homonymes, voir Unterseeboot 29.
Le sous-marin allemand Unterseeboot 29 (Seiner Majestät Unterseeboot 29 ou SM U-29), de type U 27 a été construit par la Kaiserliche Werft de Danzig, et lancé le 11 octobre 1913 pour une mise en service le 1er août 1914. Il a servi pendant la Première Guerre mondiale sous pavillon de la Kaiserliche Marine.

## Caractéristiques techniques
Le U-Boot SM U-29 mesurait 64,7 mètres de long, 6,32 m de large et 7,68 m de haut. Il déplaçait 685 tonnes en surface et 878 tonnes en immersion. Le système de propulsion du sous-marin était composé d'une paire de moteurs diesel à deux temps de 6 cylindres fabriqués par Germania de 2 000 CV (1 470 kW) pour une utilisation en surface, et de deux moteurs électriques à double dynamos construits par SSW de 1 200 CV (880 kW) pour une utilisation en immersion. Les moteurs électriques étaient alimentés par un banc de deux batteries de 110 cellules. le SM U-29 pouvait naviguer à une vitesse maximale de 16,7 nœuds (30,9 km/h) en surface et de 9,8 nœuds (18,1 km/h) en immersion. La direction était contrôlée par une paire d'hydroplanes à l'avant et une autre paire à l'arrière, et un seul gouvernail.
Le SM U-29 était armé de quatre tubes torpilles de 50 centimètres (19,7 pouces), qui étaient fournis avec un total de six torpilles. Une paire de tubes était située à l'avant et l'autre à l'arrière. Il était équipé d'un canon SK L/30 de 8,8 cm (3,5 in) pour une utilisation en surface.
Le SM U-29 était manœuvré par 4 officiers et 31 membres d'équipage.

## Histoire
Le 10 mars 1915, le SM U-29 part de Zeebrugge pour la première mission sous la direction du Kapitänleutnant Otto Weddigen'. Il atteint sa zone opérationnelle en mer d'Irlande et coule les navires à vapeur britanniques The Headlands, Indian City, Andalusian et le navire à vapeur français Auguste Conseil avec un total de 12 934 tonneaux de jauge brute dans les jours suivants. Les paquebots britanniques Adenwen et Atalanta sont lourdement endommagés.
Pendant le chemin du retour à la base de Scapa Flow en Écosse, le SM U-29 rencontre la Grand Fleet, la flotte principale de la Royal Navy, le 18 mars 1915, à l'est du Pentland Firth (entre le continent écossais et les îles Orcades). Le SM U-29 attaque et manque son tir sur le cuirassé HMS Neptune. Le périscope du sous-marin est repéré par le cuirassé HMS Dreadnought, le commandant du sous-marin n'a pas le temps de plonger et à 13 h 40, le SM U-29 est coulé et disparaît corps et biens le 18 mars 1915 en mer du Nord à la position géographique de 58° 20′ N, 0° 57′ E, après avoir été éperonné par le HMS Dreadnought. Les 31 membres d'équipage décèdent dans cette attaque.
Le Kapitänleutnant Otto Weddigen recevra l'ordre Pour le Mérite à titre posthume.
Il est le seul submersible à avoir été coulé par un cuirassé pendant la Première Guerre mondiale.

## Commandement
- Kapitänleutnant (Kptlt.) Wilhelm Plange du 1er aout 1914 au 15 février 1915
- Kapitänleutnant Otto Weddigen du 16 février 1915 au 18 mars 1915

## Flottilles
- Flottille IV du ? au 18 août 1915

## Patrouilles
Le SM U-29 a effectué 1 patrouille pendant son service.

## Palmarès
Le SM U-29 a coulé 4 navires marchands pour un total de 12 934 tonneaux et endommagé 2 autres navires marchands pour un total de 4 317 tonneaux au cours de l'unique patrouille qu'il effectua.
| Date         | Nom du navire   | Nationalité     | Tonnage | Fait      |
| ------------ | --------------- | --------------- | ------- | --------- |
| 11 mars 1915 | Adenwen         | Grande-Bretagne | 3 798   | Endommagé |
| 11 mars 1915 | Auguste Conseil | France          | 2 952   | Coulé     |
| 12 mars 1915 | Andalusian      | Grande-Bretagne | 2 349   | Coulé     |
| 12 mars 1915 | Headlands       | Grande-Bretagne | 2 988   | Coulé     |
| 12 mars 1915 | Indian City     | Grande-Bretagne | 4 645   | Coulé     |
| 14 mars 1915 | Atalanta        | Grande-Bretagne | 519     | Endommagé |

## Dans la culture populaire
Les aventures et la perte (fictives) de l'U-29 apparaissent dans une nouvelle fantastique de Howard Phillips Lovecraft : The Temple (1920), à travers le journal de bord de son commandant fictif, le Kapitänleutnant Karl-Heinrich comte von Altberg-Ehrenstein. Elle a fait l'objet d'une adaptation en bande dessinée : U-29, de Florent Calvez et Rotomago, Akileos, 2005,  (ISBN 2-915168-22-9).